# 麥金萊維爾 (加利福尼亞州)
麥金萊維爾（英語：McKinleyville）是位於美國加利福尼亞州洪堡縣的一個人口普查指定地區。

## 地理
麥金萊維爾的座標為40°05′47″N 124°06′02″W / 40.09639°N 124.10056°W，而該地最高點為海拔高度43米（即141英尺）。

## 人口
根據2010年美國人口普查的數據，麥金萊維爾的面積為54.426平方千米，當中陸地面積為53.862平方千米，而水域面積為0.564平方千米。當地共有人口15177人，而人口密度為每平方千米278人。